# Дейвід Зінделл
Де́йвід Зі́нделл (англ. David Zindell; нар. 28 листопада 1952, Толедо, штат Огайо) — один із найамбітніших американських письменників-фантастів, відомий за своїми епічними науково-фантастичними та фентезійними творами. Відомий перш за все завдяки тетралогії «Реквієм по Homo sapiens» (англ. Requiem for Homo Sapiens), яка поєднує в собі надзвичайно глибоку філософію, релігійну та есхатологічну тематику, а також циклу «Історія Еа» (англ. The Ea Cycle). Українською мовою не перекладався, однак існує переклад російською мовою романів «Невернесс», «Зламаний Бог», «Екстр» та «Війна в небесах» з циклу «Реквієм…», видані в серії «Золотая библиотека фантастики» видавництва «АСТ». Крім того, видано першу книгу циклу «Історія Еа» — «Камінь світла».

## Біографія
Ніл Девід Зінделл народився 28 листопада 1952 р. в Сполучених Штатах, в м. Толедо (штат Огайо). Вступив до Університету Колорадо в Боулдері, який закінчив із дипломом бакалавра математики у 1984 р. У 1990 р. одружився із Мелоді Скотт, але шлюб був недовгим, і у 1994 р. розпався, незважаючи на народження двох доньок. Нині Девід Зінделл живе і працює в м. Боулдері (штат Колорадо).
Перша публікація Зінделла відбулась у тому ж таки 1984 р. у виданні Fantasy Book — оповідання «Сон мрійника». Наступного року його новела «Шанідар» отримала приз конкурсу «Письменники майбутнього», а у 1986 р. була номінована на Премію Джона Кемпбелла, одну з найпрестижніших нагород в США. Саме з цього часу починається кар'єра Девіда Зінделла як письменника-фантаста.
Його перший роман, «Невернесс», сюжетно пов'язаний з «Шанідаром», вийшов друком у 1988 р., і започаткував його «коронний» цикл «Реквієм по Homo sapiens», який критики одразу почали порівнювати за масштабністю і глибиною з романом Френка Герберта «Дюна». За період з 1992 по 1998 рр., він випустив ще три романи, які утворювали масштабну сагу в жанрі «космологічної опери», основною темою якої була еволюція людства. Перші два романи — «Невернесс» та «Зламаний Бог» були номіновані на Премію Артура Кларка.

### Цикл «Реквієм за Homo sapiens»
- Шанідар, (Shanidar, 1986)
- Невернесс (Neverness, 1988)
- Зламаний Бог (The Broken God, 1992)
- Екстр (The Wild, 1995)
- Війна в небесах (War In Heaven, 1998)

### Цикл «Історія Еа»
- Камінь Світла, (The Lightstone, 2001), роман складається із двох частин:
  - Камінь Світла: Дев'яте Королівство (The Lightstone: The Ninth Kingdom, 2002)
  - Камінь Світла: Срібний Меч (The Lightstone: The Silver Sword, 2002)
- Повелитель брехні, (The Lord of Lies, 2003)
- Чорний нефрит, (Black Jade, 2005)
- Алмазні воїни, (The Diamond Warriors, 2007)

### Інші твори
- Сон мрійника, (The Dreamer's Sleep, 1984)
- Печери, (Caverns, 1985)
- Коли троянда мертва, (When The Rose Is Dead, 1991)